# Brzesko (województwo zachodniopomorskie)
Brzesko (niem. Brietzig, nazwa przejściowa – Pawłowo) – wieś w Polsce położona w województwie zachodniopomorskim, w powiecie pyrzyckim, w gminie Pyrzyce.
W latach 1975–1998 miejscowość administracyjnie należała do województwa szczecińskiego.
Miejscowość leży u stóp Brzeskiej Góry (88 m n.p.m.).

## Historia
Osada z wczesnego średniowiecza (Brezko, Breszko). Wykopaliska potwierdzają istnienie osady już w IX w. Wieś sięga rodowodem do XII w. W 1124 r. przebiegała tędy, ze Stargardu do Pyrzyc misja chrystianizacyjna biskupa Ottona z Bambergu. Przed  1180 r. książę Kazimierz I dymiński nadał połowę posiadłości wsi kościołowi św. Mikołaja w Lubinie. W 1227 r. drugą połowę wsi księżna Anastazja przekazał żeńskiemu klasztorowi norbertanek w Wyszkowie (obecnie w granicach administracyjnych Trzebiatowa). Rozkwit katolicyzmu zahamowało wprowadzenie po 1534 r. reformacji. Protestantyzm trwał tu ponad czterysta lat, do 1945 r. 1 lutego 1945 r. do wsi wjechały czołgi 9 korpusu 2 Armii Pancernej Gwardii generała Bogdanowa. W marcu i kwietniu 1945 r. przybywają pierwsi osadnicy z powiatu Gostynińskiego, dalszymi osadnikami byli mieszkańcy z powiatu Stołpce ze wsi Naliboki i Rudnia, osiedlali się tu też byli żołnierze 1 i 2 Armii Wojska Polskiego. Z dniem 1 lipca 1945 r. powstała gmina z siedzibą w Brzesku (przetrwała do 1950 r.). Ze wzrostem mieszkańców narodowości Polskiej powstała polska szkoła, 2 września 1945 r. została odprawiona pierwsza msza przez Stanisława Koszarka. Jesienią 1946 r. została zapoczątkowana Gminna Biblioteka Publiczna z księgozbioru przywiezionego z biblioteki powiatowej z Lipian. W 1947 r. uruchomiono Ośrodek Zdrowia, której pierwszym lekarzem został felczer Zenon Zwierełło żołnierz 1 Samodzielnej Brygady Moździerzy Wojska Polskiego. 2 czerwca 1963 r. odbyły się wojewódzkie Obchody Święta Ludowego. Nowy Ośrodek Zdrowia powstał w 1967 r. W 1984 r. powstał zespół śpiewaczy "Brzezinka", który istniał do lat 90. W 2006 r. Brzesko liczyło 773 mieszkańców.

## Zabudowa wsi

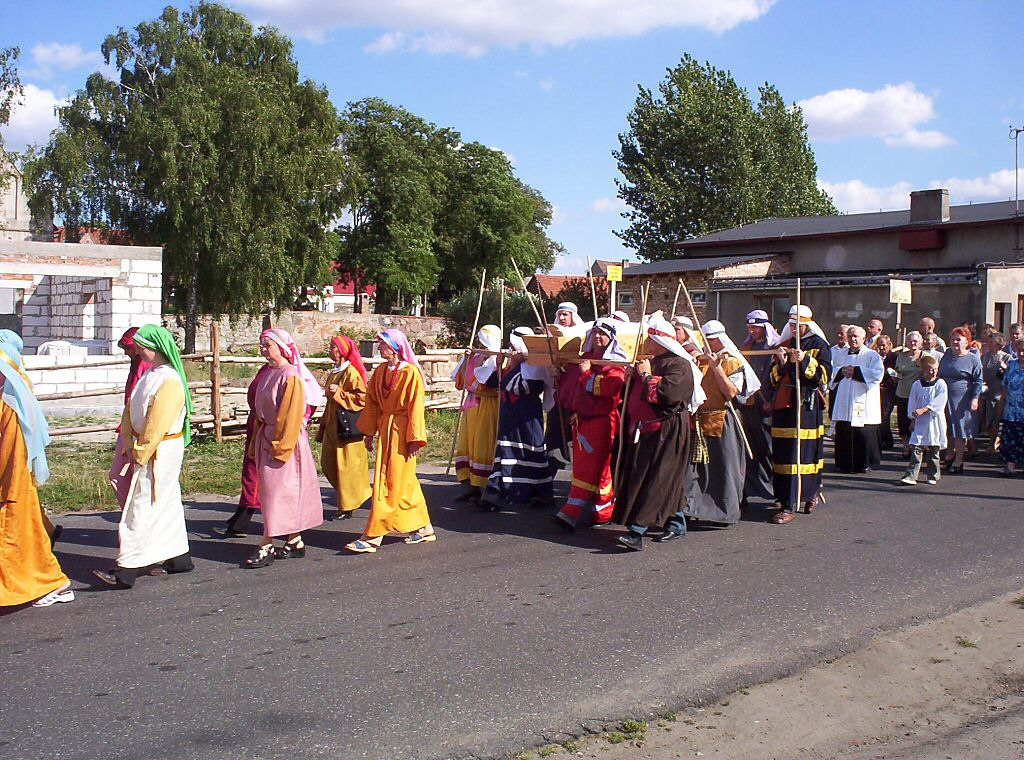
Procesja Pogrzeb Maryi

Chaty typu pyrzyckiego z przełomu XVII i XVIII w., z charakterystyczną wąską frontową ścianą, z wejściem od strony szczytowej. Wewnątrz tzw. czarne kuchnie, typowe dla XVIII i XIX-wiecznego budownictwa wiejskiego na terenach Pomorza Zachodniego, obecnie rzadkość. We wsi znajduje się Sanktuarium Matki Bożej Brzeskiej.

## Turystyka
Przez wieś przebiega znakowany  "Szlak Ziemi Pyrzyckiej im. Stanisława Jansona" (dł. 58,0 km) z Morzyczyna koło Stargardu do Pyrzyc. Na pewnym odcinku, 900 m na płd. od Brzeska, pokrywa się z historyczną "Drogą Polską" ("Ścieżką Polską"), którą według tradycji, w 1124 r., św. Otton przemierzał, właśnie ze Stargardu do Pyrzyc.

## Sport
W Brzesku od 1949 roku działa klub sportowy LZS Sęp Brzesko, którego prezesem jest Joanna Kołatkiewicz-Olszówka.

## Szkoła Podstawowa
Szkoła Podstawowa im. Jana Pawła II